# Colombe à queue noire
Columbina passerina
Espèce
Synonymes
- Columbigallina passerina

Répartition géographique
Statut de conservation UICN

 LC  : Préoccupation mineure
La Colombe à queue noire (Columbina passerina), aussi Colombigalline à queue noire, Colombe cocotzin, ou Colombe moineau, est une espèce de petits oiseaux tropicaux du continent américain.

## Habitat
La Colombe à queue noire vit dans les milieux buissonneux et les paysages ouverts plutôt secs.

## Nidification
Elle construit un solide nid en branchage dans un arbre et y pond deux œufs blancs.

## Comportement
Son vol est rapide et direct, avec des battements d’ailes réguliers et un battement plus rapide des ailes de temps en temps, une caractéristique des pigeons en général[réf. nécessaire].

## Description
La colombe à queue noire est un des plus petits Columbidae du monde, avec 16 à 17 cm pour 31 g. Les oiseaux adultes ont un plumage gris-brun rosé, avec les primaires roussâtres et une tache noire sur chacune des ailes. Ils ont une apparence écailleuse au niveau de la poitrine et de la tête. La queue est brune au centre, avec des côtés noirs et des coins blancs. Le bec est orange avec l’extrémité noire.
La femelle est un peu plus terne que le mâle.
Le cri est un woup doux.

## Alimentation
La Colombe à queue noire se nourrit essentiellement de graines, mais mange également quelques insectes.

## Répartition et sous-espèces
Selon la classification de référence du Congrès ornithologique international (15.1, 2025) elle se répartit en dix-huit sous-espèces (ordre phylogénique) :
- C. p. passerina (Linné, 1758) — sud-est des États-Unis ;
- C. p. pallescens (Baird, 1860) — du sud-ouest des États-Unis au Bélize et Guatemala ;
- C. p. socorroensis (Ridgway, 1887) — île Socorro	;
- C. p. neglecta (Carriker, 1910) — du Honduras au Panama ;
- C. p. bahamensis (Maynard, 1887) — Bahamas et Bermudes ;
- C. p. exigua (Riley, 1905) — Great Inagua et Isla Mona	;
- C. p. insularis (Ridgway, 1888) — Cuba, Hispaniola et îles Caïmans ;
- C. p. umbrina Buden, 1985 — île de la Tortue ;
- C. p. jamaicensis (Maynard, 1899) — Jamaïque ;
- C. p. portoricensis (Lowe, 1908) — Porto Rico et îles Vierges ;
- C. p. nigrirostris (Danforth, 1935) — Sainte-Croix ;
- C. p. trochila (Bonaparte, 1855) — Martinique ;
- C. p. antillarum (Lowe, 1908) — sud des petites Antilles ;
- C. p. albivitta (Bonaparte, 1855) — nord de la Colombie et du Venezuela, îles Sous-le-Vent et Trinité ;
- C. p. parvula (Todd, 1913) — vallée du río Magdalena (Colombie) ;
- C. p. nana (Todd, 1913) — vallée du Cauca (Colombie) ;
- C. p. quitensis (Todd, 1913) — centre de l'Équateur ;
- C. p. griseola Spix, 1825 — nord/nord-est de l'Amérique du Sud.